# Рудня (Летичевский район)
Рудня (укр. Рудня) — село в Летичевском районе Хмельницкой области Украины.
Население по переписи 2001 года составляло 344 человека. Почтовый индекс — 31542. Телефонный код — 3857. Занимает площадь 1,646 км². Код КОАТУУ — 6823084601.

## Местный совет
31500, Хмельницкая обл., Летичевский р-н, с. Рудня, ул. Центральная, 15